# Pottendorf (Herrschaft)
Die Herrschaft Pottendorf war eine Grundherrschaft im Viertel unter dem Wienerwald im Erzherzogtum Österreich unter der Enns, dem heutigen Niederösterreich.

## Ausdehnung
Die Herrschaft, zu der auch Weigelsdorf zählte, umfasste zuletzt die Ortsobrigkeit über Pottendorf, Landegg, Wampersdorf, Weigelsdorf und Ober-Eggendorf. Der Sitz der Verwaltung befand sich im Schloss Pottendorf.

## Geschichte
Letzter Inhaber der Familienfideikommissherrschaft war Fürst Paul Esterhazy von Galantha, der die Herrschaft als Folge der Reformen 1848/1849 auflöste.